# إبراهيم (اسم)
إِبْرَاهِيْم هو اسم علم مذكر من أصل سامي، يعتبر من الأسماء المحبَّبة عند الديانات اليهودية والمسيحية والاسلام والبهائية إذ يعتقدون أن إبراهيم أبو الأنبياء عند هذه الديانات، لهذا الاسم معنى عبري حسب ما ورد في التوراة والذي يعني أبو الجمهور أو أبو الأمم، وله معنى آرامي أي أبا راحيما أي الأب الرحيم أو الأب الحنون، اسم إبراهيم مشتق من اسم إبراهيم السابق أبرام وألذي يعني الأب العالي أو الأب الرفيع باللغة الكلدانية، لهذا الاسم عدة نسخ في اللغات الأخرى مثل أبراهام في لغة إنجليزية وأفرامي باللغة الروسية وأوراها باللغة السريانية، وله ألقاب مثل أيب وأبي مشتقة منه، وتصغير إبراهيم بُرَيْه.

## الشخصيات
- إبراهيم بن آزر (أو تارح): نبي وشخصية محورية في المسيحية والإسلام وأديان إبراهيمية أخرى.
- إبراهيم بن محمد.
- إبراهيم بن الوليد خليفة أموي.
- إبراهيم بن أدهم عالم عقيدة.
- إبراهيم الأول سلطان عثماني.
- إبراهيم باي القرتلي حاكم مملوكي مصري.
- إبراهيم باشا الكبير حاكم مصر.
- إبراهيم باشا الفرنجي صدر أعظم عثماني.
- إبراهيم شاه الأفشاري شاه فارس.
- إبراهيم طاطلس مغني وممثل تركي.
- إبراهيم أبو العيش كيميائي مصري.
- إبراهيم أبو لغد عالم سياسة فلسطيني أمريكي.
- إبراهيم أفيلاي لاعب كرة قدم هولندي من أصل مغربي.
- إبراهيم أحمد كاتب كردي عراقي.
- إبراهيم با لاعب كرة قدم فرنسي من أصل سنغالي.
- إبراهيم إسماعيل جندريكار سياسي باكستاني.
- إبراهيم فضيل لاعب كرة قدم مالديفي.
- إبراهيم هاشم سياسي أردني.
- إبراهيم زيد الكيلاني سياسي أردني.
- إبراهيم معلوف موسيقي لبناني.
- إبراهيم الجعفري سياسي عراقي.
- إبراهيم مرعشلي ممثل لبناني.
- إبراهيم المضف سياسي كويتي.
- إبراهيم متفرقة رسام مجري عثماني.
- إبراهيم ناجي شاعر مصري.
- إبراهيم نجار سياسي لبناني.
- إبراهيم ناصر سياسي مالديفي.
- إبراهيم نصر الله شاعر وروائي فلسطيني أردني.
- إبراهيم عرابي مصارع مصري.
- إبراهيم سعيد لاعب كرة قدم مصري.
- إبراهيم سويد لاعب كرة قدم سعودي.
- إبراهيم ياتارا لاعب كرة قدم غيني.
- إبراهيم اليازجي كاتب لبناني.
- إبراهيم تورامان لاعب كرة قدم تركي.
- إبراهيم ميرزابور لاعب كرة قدم إيراني.
- إبراهيم الدسوقي إمام صوفي مصري.
- إبراهيم الفقي عالم نفس كندي مصري.
- إبراهيم بوخاردت كاتب سويسري.
- إبراهيم عيسى إعلامي مصري.
- إبراهيم قليلات سياسي لبناني.
- إبراهيم الكوني كاتب ليبي.
- إبراهيم الصلال ممثل كويتي.
- إبراهيم المازني شاعر مصري.
- إبراهيم إنياس الكولخي رجل دين صوفي سنغالي.
- إبراهيم الحربي ممثل ومنتج سعودي.
- إبراهيم أصلان كاتب مصري
- إبراهيم أستادي إعلامي إماراتي
- إبراهيم أدهم باشا دبلوماسي عثماني يوناني
- إبراهيم أنيس لغوي مصري
- إبراهيم آيو لاعب كرة قدم غاني
- إبراهيم إلهامي باشا حاكم مصري
- إبراهيم بن موسى الشاطبي فقيه من الاندلس
- إبراهيم بن أدهم رجل دين صوفي فارسي
- إبراهيم بن عبد العزيز العساف سياسي سعودي
- إبراهيم بحر العلوم سياسي عراقي
- إبراهيم بايلان سياسي سويدي تركي
- إبراهيم بابنجيدا سياسي نيجيري
- إبراهيم جبريل يشوع كاتب مسرحي إسرائيلي
- إبراهيم جبور عداء مغربي
- إبراهيم جوهر لاعب كرة قدم بحريني
- إبراهيم جولستان مخرج وكاتب هزلي إيراني
- إبراهيم حمودة ممثل ومغني مصري
- إبراهيم حسن عسيري قيادي سعودي في تنظيم القاعدة
- إبراهيم خان ممثل سوداني
- إبراهيم خالد المقلة لاعب كرة قدم بحريني
- إبراهيم خليل مازجي أوغلو سياسي تركي
- إبراهيم دشتي مغني وممثل كويتي
- إبراهيم درغوثي روائي تونسي
- إبراهيم دياكي لاعب كرة قدم إماراتي عاجي
- إبراهيم دياو لاعب كرة يد سنغالي
- إبراهيم روجوفا سياسي كوسوفي
- إبراهيم رمزي كاتب مصري
- إبراهيم زكزكي رجل دين شيعي نيجيري
- إبراهيم زعرور صحفي وروائي فلسطيني
- إبراهيم زيد الكيلاني سياسي أردني
- إبراهيم زافور لاعب كرة قدم جزائري
- إبراهيم زنيبر رجل أعمال مغربي
- إبراهيم زايد لاعب كرة قدم سعودي
- إبراهيم زيدان شاعر لبناني
- إبراهيم سويد لاعب كرة قدم سعودي
- إبراهيم سعفان ممثل مصري
- إبراهيم سالم ممثل إماراتي
- إبراهيم شكري سياسي مصري
- إبراهيم شاهين جاسوس مصري
- إبراهيم شمس الدين سياسي سوداني
- إبراهيم صرصور سياسي فلسطيني إسرائيلي
- إبراهيم صالح كاتب وكوميدي سعودي
- إبراهيم صلاح لاعب كرة قدم مصري
- إبراهيم صادقي لاعب كرة قدم إيراني
- إبراهيم عيسى شاعر مصري
- إبراهيم عيسى لاعب كرة قدم بحريني
- إبراهيم عبود سياسي سوداني
- إبراهيم عبد الهادي سياسي مصري
- إبراهيم غالي سياسي صحراوي
- إبراهيم غنام رسام وموسيقي فلسطيني
- إبراهيم غالب لاعب كرة قدم سعودي
- إبراهيم غندور سياسي سوداني
- إبراهيم فهمي المنياوي طبيب مصري
- إبراهيم فوال كاتب فلسطيني
- إبراهيم فراجي لاعب كرة قدم فرنسي
- إبراهيم فصيح الحيدري مؤرخون عراقيون
- إبراهيم فاييه لاعب كرة قدم سنغالي
- إبراهيم قاشوش ناشط سوري
- إبراهيم قالين سياسي تركي
- إبراهيم لحلافي عداء فرنسي مغربي
- إبراهيم لودي ملك هندي
- إبراهيم كايباكايا سياسي تركي
- إبراهيم كريت لاعب كرة قدم تونسي
- إبراهيم كوتلوي لاعب كرة سلة تركي
- إبراهيم كوروما لاعب كرة قدم سيراليوني
- إبراهيم كوني لاعب كرة قدم عاجي
- إبراهيم محمد فياض طبيب مصري
- إبراهيم ماطر لاعب كرة قدم سعودي
- إبراهيم محلب سياسي مصري
- إبراهيم محمد الحمدي سياسي يمني
- إبراهيم نصر ممثل مصري
- إبراهيم هنانو سياسي مصري
- إبراهيم هاشم سياسي أردني
- إبراهيم هزازي لاعب كرة قدم سعودي
- إبراهيم واصف رباع مصري
- إبراهيم يسري ممثل مصري
- إبراهيم يوسف لاعب كرة قدم مصري
- إبراهيم اليزدي سياسي مصري
- إبراهيم طوقان شاعر من نابلس
- إبراهيم رئيسي رئيس إيران السابق
- إبراهيم بن مالك الأشتر أحد أصحاب علي بن أبي طالب
- إبراهيم المجاب أحد أحفاد موسى الكاظم
- إبراهيم الحسيني